# Teatro Gazeta
Teatro Gazeta é um teatro localizado na Fundação Cásper Líbero, cidade de São Paulo. O espaço foi fundado em 1966 como "Cine Gazeta". Em 2002, foi reformado para receber espetáculos teatrais adultos e infantis, shows, eventos corporativos, palestras e reuniões de empresas. O espaço conta com sistema de som e iluminação digital, acesso a pessoas com deficiência. A capacidade atual da plateia é de 700 lugares.

## Crítica
Em 28 de setembro de 2014, foi publicado na Folha de S.Paulo o resultado da avaliação feita pela equipe do jornal ao visitar os sessenta maiores teatros da cidade de São Paulo. O local foi premiado com algumas estrelas, com o consenso: Quem se senta nas cadeiras das pontas nas primeiras fileiras tem dificuldade para ver parte da peça. Ponto positivo é o amplo ambiente de espera, com sofás. A assessoria diz que o teatro busca patrocinadores para uma reforma.